# Heterixalus madagascariensis
Heterixalus madagascariensis és una espècie de granota de la família dels hiperòlids que viu a Madagascar.